# تنهاترین نهنگ: جستجوی ۵۲
تنهاترین نهنگ: جستجوی ۵۲ (انگلیسی: The Loneliest Whale: The Search for 52) یک فیلم مستند آمریکایی به نویسندگی، کارگردانی و تهیه‌کنندگی جاشوا زمان است که در سال ۲۰۲۱ منتشر شد. لئوناردو دی‌کاپریو و آدریان گرنیر در این فیلم به عنوان تهیه‌کنندهٔ اجرایی فعالیت کرده‌اند.
این فیلم گروهی از دانشمندان را در جستجوی نهنگ ۵۲ هرتزی دنبال می‌کند، نهنگی که تصور می‌شود عمر خود را در تنهایی گذرانده‌است و با فرکانسی متفاوت از هر نهنگ دیگری ندا می‌دهد. این فیلم بصورت تجاری در سینماها و بر اساس تقاضا توسط بلیکر استریت در ۹ ژوئیه ۲۰۲۱ منتشر شد.